# تانيا ديفيس (ممثلة)
تانيا ديفيس (بالإنجليزية: Tania Davis)‏ هي ممثلة أسترالية، ولدت في 4 يوليو 1975 في سيدني في أستراليا.

## وصلات خارجية
- تانيا ديفيس (ممثلة) على موقع IMDb (الإنجليزية)
- تانيا ديفيس (ممثلة) على موقع ميوزك برينز (الإنجليزية)
- تانيا ديفيس (ممثلة) على موقع ديسكوغز (الإنجليزية)
- تانيا ديفيس (ممثلة) على موقع قاعدة بيانات الفيلم (الإنجليزية)